# Aleksandr Bogomołow (dyplomata)
Aleksandr Jefremowicz Bogomołow, ros. Александр Ефремович Богомолов (ur. 1900, zm. 1969 w Moskwie), dyplomata ZSRR, ambasador nadzwyczajny i pełnomocny.

## Życiorys
Ukończył wyższą szkołę polityczno-wojenną. W latach 1939–1940 sekretarz generalny kierujący I Wydziałem Zachodnim Ludowego Komisariatu Spraw Zagranicznych ZSRR (NKID). Od 20 marca 1940 do 30 czerwca 1941 ambasador ZSRR we Francji i Francji Vichy. Po ataku III Rzeszy na ZSRR i zerwaniu stosunków dyplomatycznych z ZSRR przez rząd Vichy, mianowany ambasadorem przy emigracyjnych rządach Jugosławii, Grecji i Norwegii w Londynie (od 1942 również przy rządzie emigracyjnym Luksemburga i Belgii, od 1943 przy rządzie Holandii w Londynie). Po zawarciu układu Sikorski-Majski i przywróceniu stosunków dyplomatycznych pomiędzy ZSRR a Polską ambasador ZSRR przy rządzie RP na uchodźstwie. Pozostawał nim do 26 kwietnia 1943, gdy ZSRR zerwał stosunki dyplomatyczne z Polską po ujawnieniu masowych grobów ofiar zbrodni katyńskiej i zwróceniu się przez rząd polski do Międzynarodowego Czerwonego Krzyża o śledztwo w tej sprawie.
W latach 1943–1944 przedstawiciel ZSRR przy Francuskim Komitecie Wyzwolenia Narodowego. Karierę dyplomatyczną kontynuował jako ambasador ZSRR w Paryżu (1944-1950), wiceminister spraw zagranicznych ZSRR (1950-1952), ambasador ZSRR w Czechosłowacji (1952-1954) i Włoszech (1954-1957). W latach 1957–1962 radca Ministerstwa Spraw Zagranicznych ZSRR.
Uczestnik konferencji w Teheranie (1943), Jałcie i Poczdamie (1945).
Odznaczony Orderem Lenina (1944) i Orderem Wojny Ojczyźnianej I klasy.